# Vasile Dobrescu
Vasile Dobrescu (n. 29 octombrie 1943, Râșnov) este un fost senator român în legislatura 1996-2000, ales în județul Mureș pe listele partidului PUNR. În cadrul activității sale parlamentare, Vasile Dobrescu a fost membru în grupurile parlamentare de prietenie cu UNESCO, Republica Franceză-Senat, Regatul Maroc și Regatul Suediei. De asemenea, Vasile Dobrescu a fost membru în comisia pentru drepturile omului,culte și minorități. Vasile Dobrescu este profesor universitar la Universitatea Petru Maior.